# NGC 6742
NGC 6742 (другое обозначение — PK 78+18.1) — планетарная туманность в созвездии Дракон.
Этот объект входит в число перечисленных в оригинальной редакции «Нового общего каталога».